# William Prince (Politiker)
William Prince (* 1772 in Irland; † 8. September 1824 bei Princeton, Indiana) war ein US-amerikanischer Politiker. Zwischen 1823 und 1824 vertrat er den Bundesstaat Indiana im US-Repräsentantenhaus.

## Werdegang
Das genaue Geburtsdatum und der Geburtsort von William Prince sind nicht überliefert. Er wuchs in Irland auf und wanderte 1796 in die Vereinigten Staaten ein, wo er sich im Gebiet des späteren Bundesstaates Indiana niederließ. In seiner neuen Heimat begann er als Mitglied der von Thomas Jefferson gegründeten Demokratisch-Republikanischen Partei eine politische Laufbahn und nahm als Hauptmann an der Schlacht bei Tippecanoe teil. 1816 war er Delegierter auf der verfassungsgebenden Versammlung von Indiana. Im gleichen Jahr wurde er in den Senat von Indiana gewählt. Zwischen 1821 und 1822 war er Abgeordneter im Repräsentantenhaus dieses Staates.
Bei den Kongresswahlen des Jahres 1822 wurde Prince im ersten Wahlbezirk von Indiana in das US-Repräsentantenhaus in Washington, D.C. gewählt, wo er am 4. März 1823 die Nachfolge von Jonathan Jennings antrat. Dieses Mandat im Kongress konnte er bis zu seinem Tod am 8. September 1824 nahe der nach ihm benannten Stadt Princeton ausüben.